# Fideo de arroz

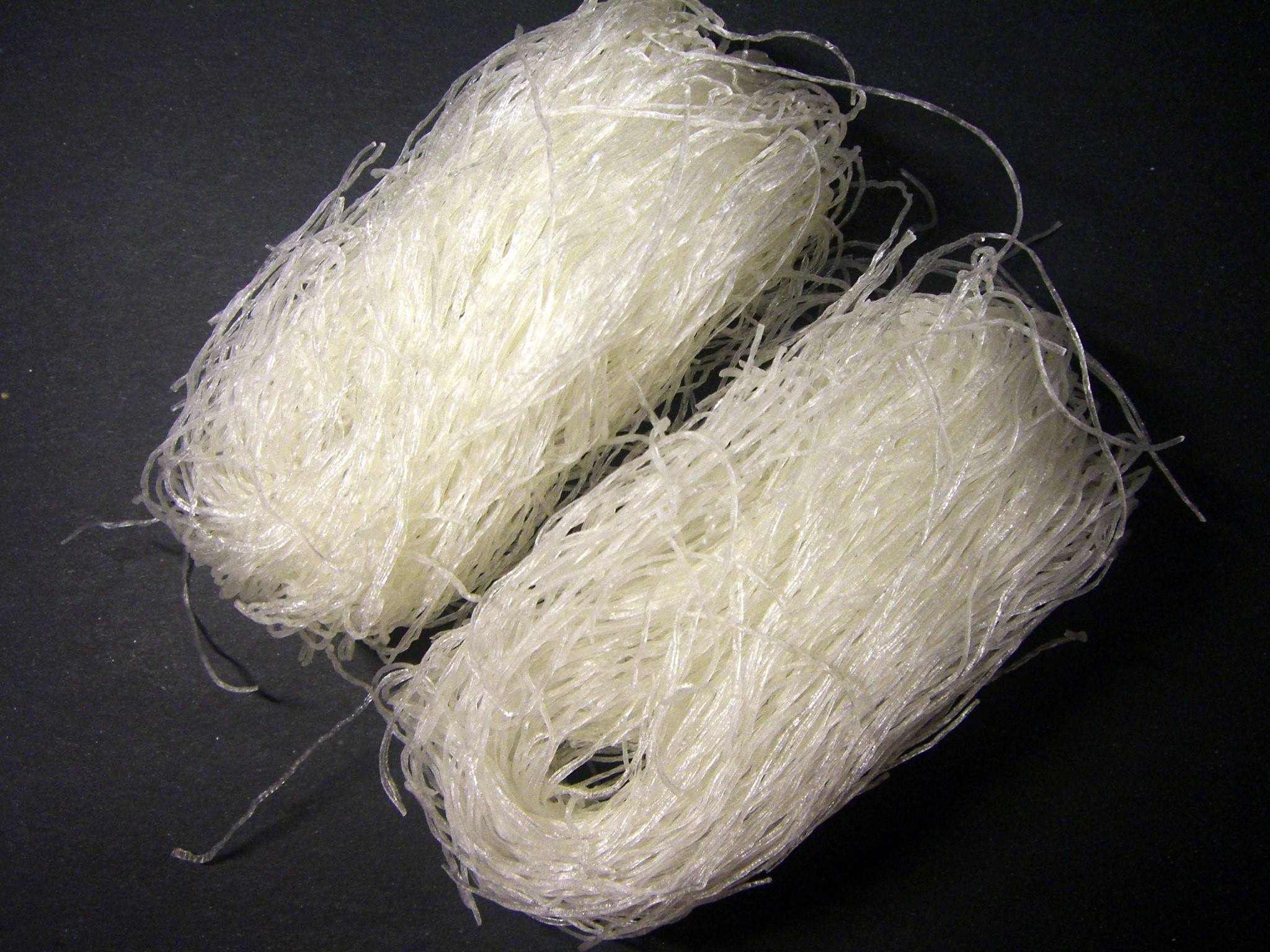
Fideos Dongfen (冬粉).

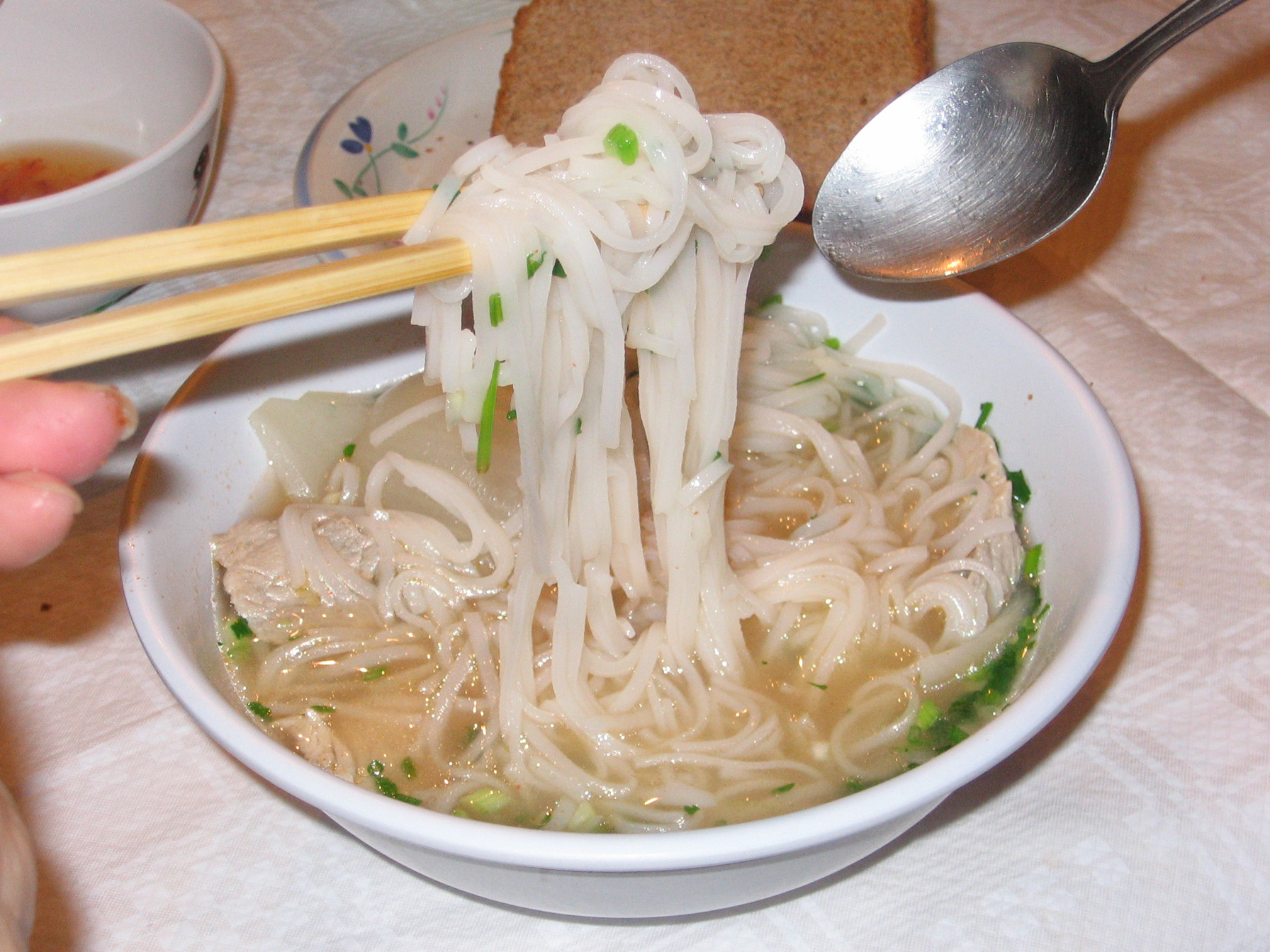
Un cuenco vietnamita de Phở.

Los fideos de arroz son elaborados con pasta de arroz. Los principales ingredientes son harina de arroz y agua. Algunas veces se añade algún otro ingrediente como tapioca o almidón de maíz con el objetivo de mejorar la transparencia o incrementar la textura gelatinosa de los fideos.
Posiblemente originados en el sur de China, los fideos de arroz son típicos de la gastronomía del este, sur y sureste asiático donde usualmente se preparan en sopas o ensaladas. Suelen estar disponibles frescos, secos o congelados; en distintas formas, texturas y grosores. Es un producto altamente perecedero, con un periodo de caducidad muy corto, aunque su vida útil puede ser extendida al quitar su humedad.

## Origen
Los fideos de arroz se originaron en China durante la Dinastía Ming cuando la gente del norte de China invadió el sur. Debido a las condiciones climáticas, la gente del norte prefería cultivar trigo y mijo que crecían mejor en climas fríos, mientras que la gente del sur cultivaba arroz, que crecía mejor en lugares cálidos. Tradicionalmente, los fideos eran hechos con trigo y comidos en todo el norte de China, por lo que intentaron preparar fideos con arroz para adaptarse, inventando así los fideos de arroz. A través del tiempo, los fideos de arroz y sus métodos de preparación fueron introduciéndose en el resto del mundo, siendo particularmente populares en el sudeste asiático.

## Variedades
algunas variedades son:
- Shāhé fěn (沙河粉, también denominado hé fěn)
- Arroz vermicelli (米粉, mǐ fěn; también denominado "palitos de arroz")

## Platos con fideos de arroz
- Char kway teow
- Pad Thai
- Phở
- Kuyteav
- Rollitos de verano
- Mee krob
- Sopa fuchifú